# Паулюс Поттер
Паулюс Поттер (нід. Paulus Pieterszoon Potter; хрещений 20 листопада 1625, Енкхейзен — похований 17 січня 1654, Амстердам) — нідерландський художник. Один з найвизначніших представників нідерландського живопису Золотої доби. Відомий насамперед зображеннями тварин.

## Біографія
Паулюс навчався в майстерні свого батька, художника Пітера Сімонса, а також у Якоба де Веля і, можливо, у Пітера Ластмана і Клаєс Моєрта. В 1646 році вступив до Делфтської гільдії Святого Луки. Близько 1649 року він мешкав у Гаазі, де також став членом гільдії художників. В 1652 році, одружившись з Адріані бакенами Ейнде, Паулюс Поттер повернувся в Амстердам, де його наставником став доктор медицини Ніколас Тульп. Художник помер у віці 29 років від туберкульозу.

## Творчість
Перші роботи художника датовані 1641 роком. Його творчість охоплює 130 картин, переважно пейзажі з детальним зображенням домашніх тварин на луках, жанрові картини і сцени полювання. Всесвітню славу Паулюсу Поттеру принесли його зображення тварин. Найвідомішою є велика картина «Молодий бик», що зараз знаходиться в музеї Мауріцхейс в Гаазі.

## Галерея

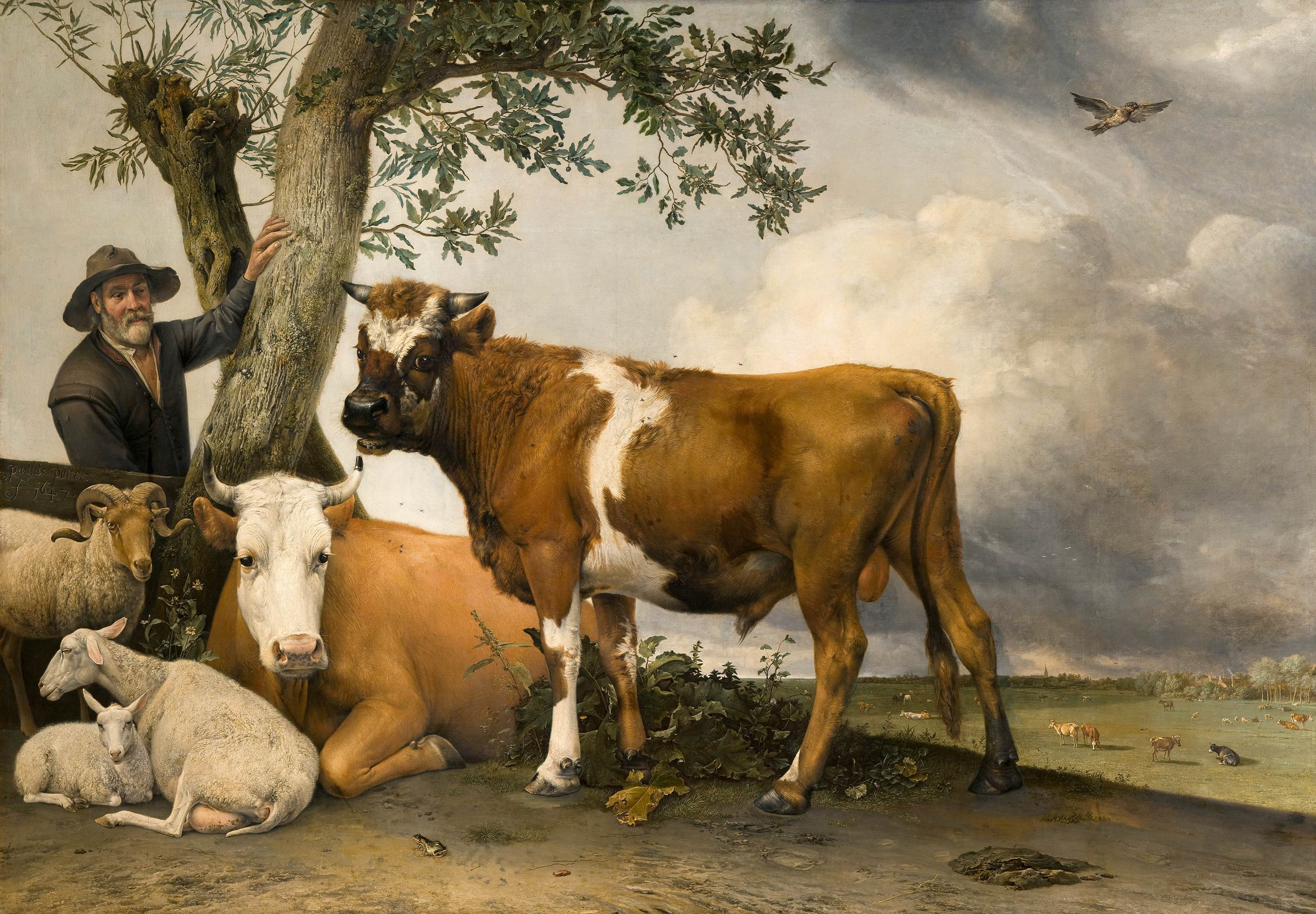
Молодий бик. 1647. Мауріцхейс. Гаага
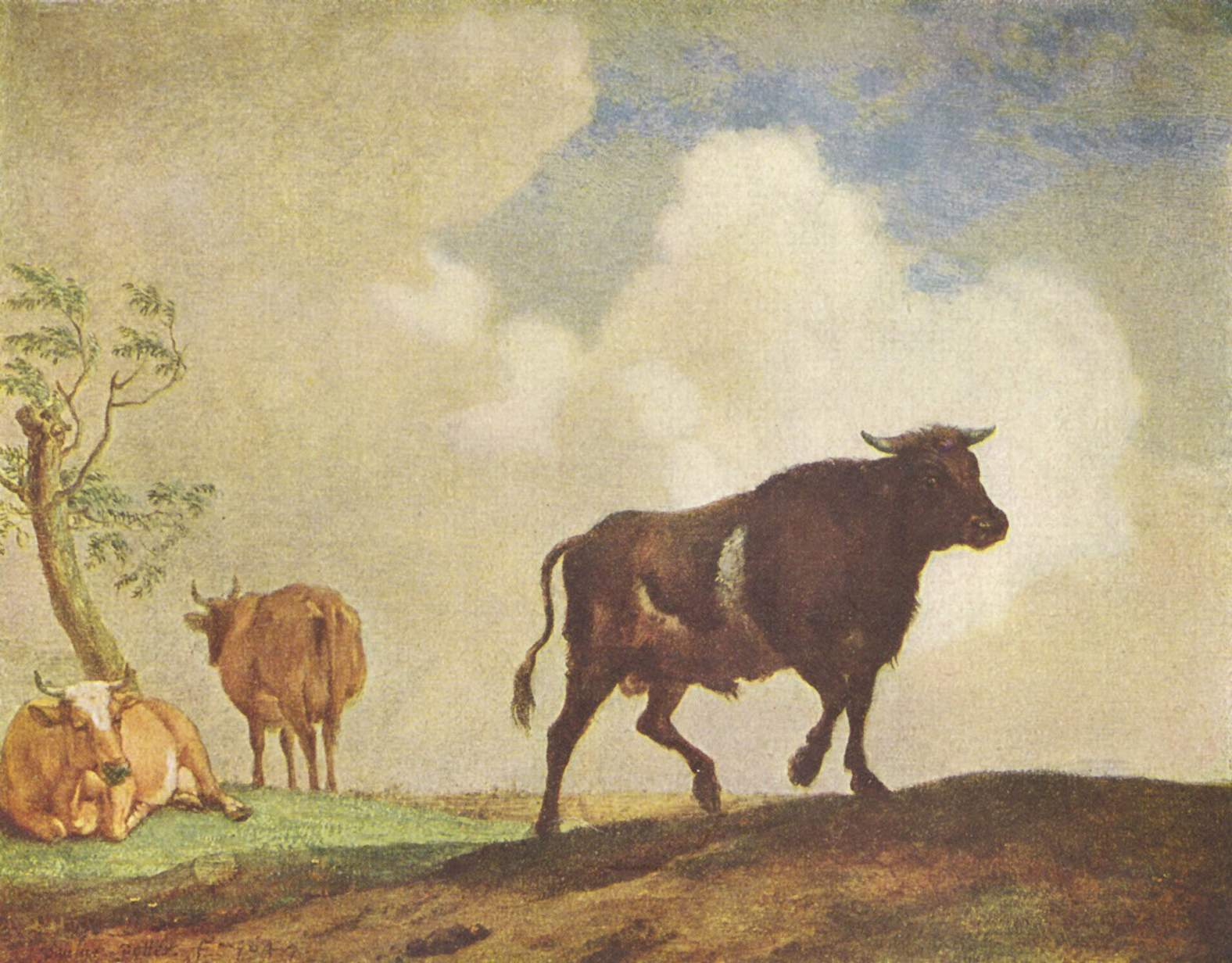
Бик і корови. 1650. Картинна галерея. Берлін
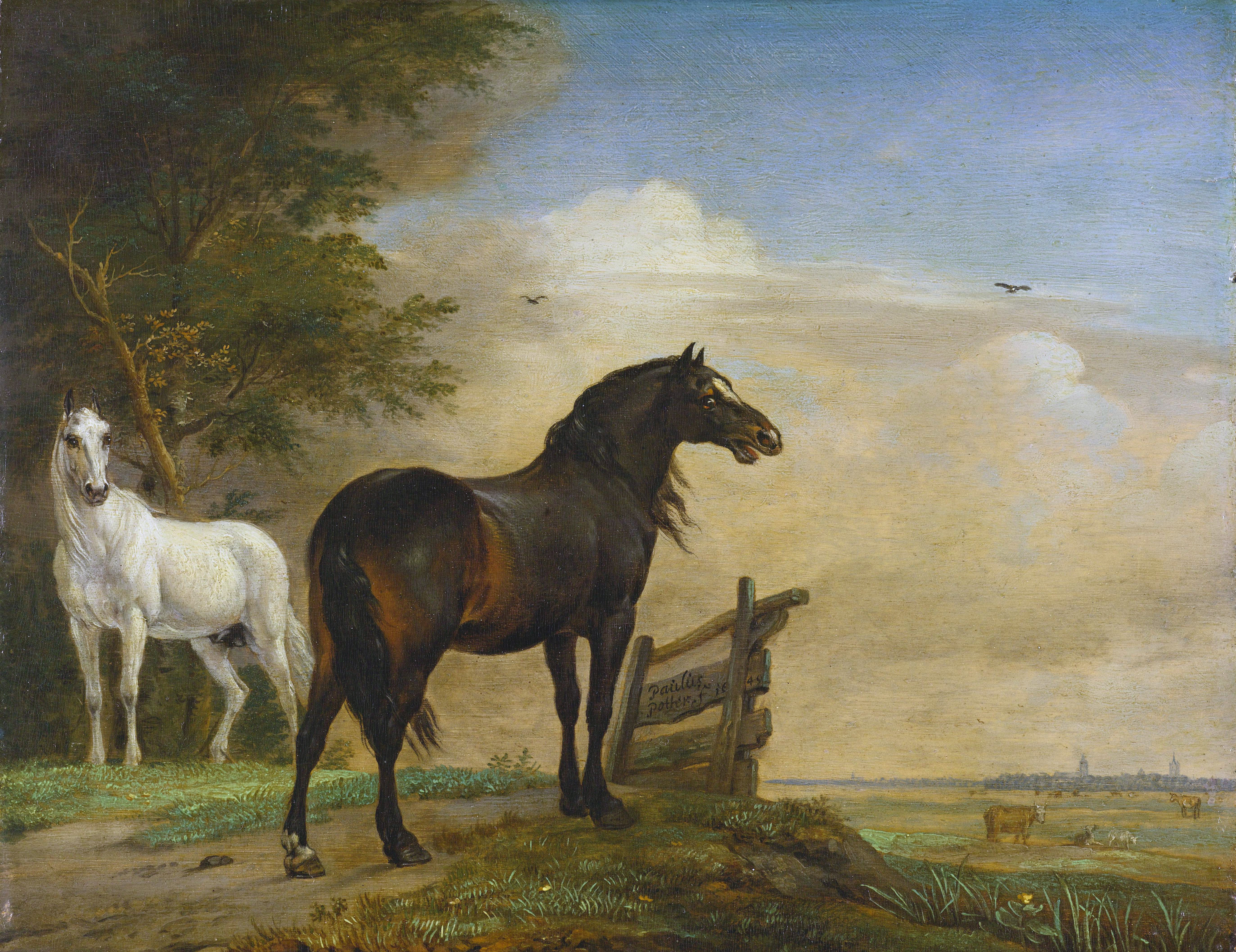
Коні на лузі. 1649. Рейксмузей. Амстердам
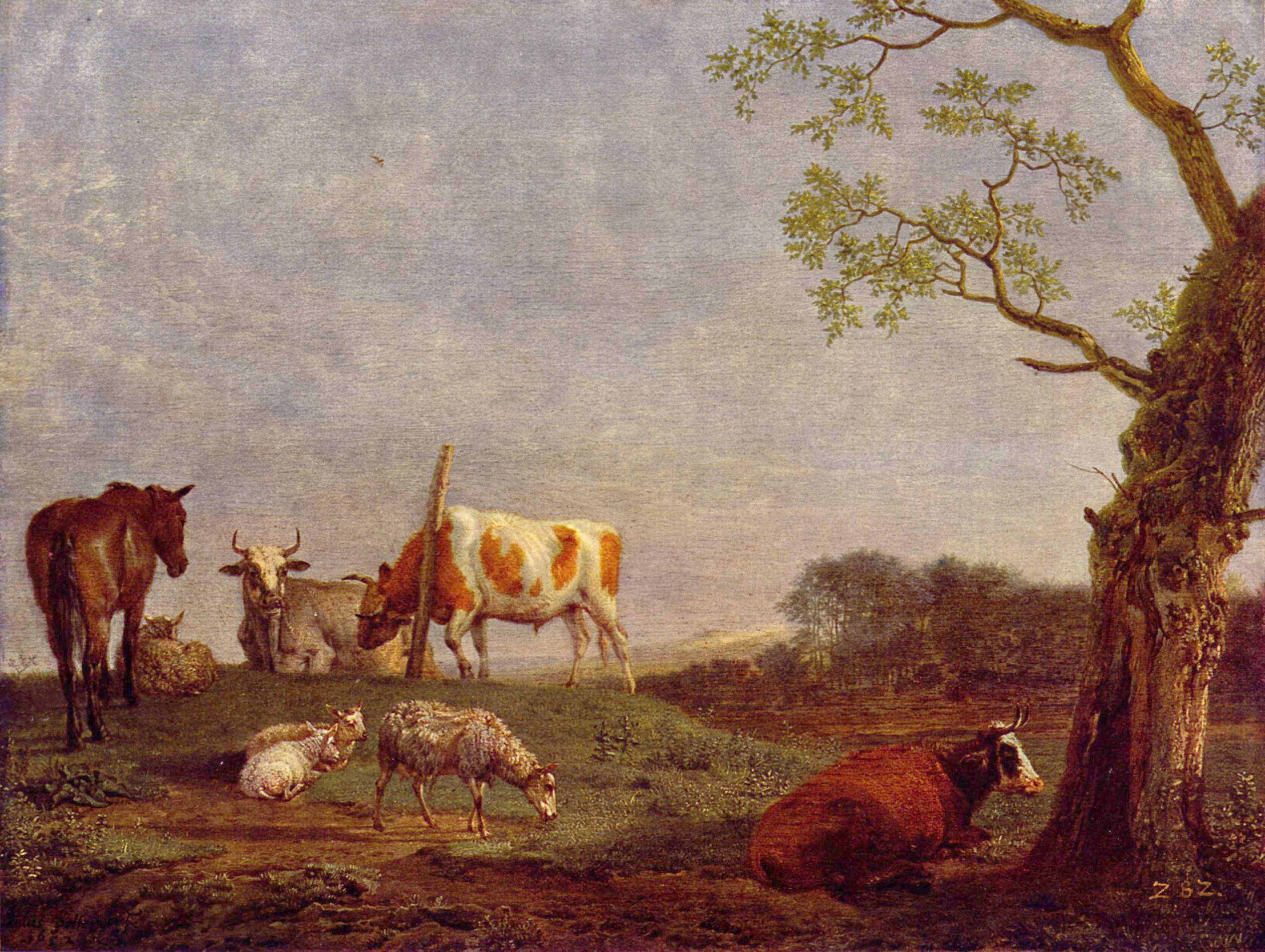
Стадо на відпочинку. 1652. Картинна галерея. Дрезден